# Cratere Hamori
Hamori  è un cratere sulla superficie di Cerere.